# CMA CGM
CMA CGM S.A. è una compagnia francese di trasporto e spedizione di container. È una delle più grandi compagnie navali a livello mondiale, che utilizza 200 rotte marittime tra 420 porti in 150 paesi diversi, al 2025 è al terzo posto dopo MSC, Maersk Line. La sua sede è a Marsiglia mentre la sua sede nordamericana si trova a Norfolk, Virginia, Stati Uniti. Il nome è un acronimo di due società predecessori, la Compagnie Maritime d'Affrètement (CMA) e la Compagnie Générale Maritime (CGM).

## Storia
La storia della CMA CGM può essere fatta risalire alla metà del XIX secolo, quando furono create due importanti compagnie di navigazione francesi, rispettivamente la Messageries Maritimes (MM) nel 1851 e la Compagnie Générale Maritime (CGM) nel 1855, presto ribattezzata Compagnie Générale Transatlantique nel 1861. Entrambe le società furono create in parte con il sostegno dello Stato francese, attraverso l'aggiudicazione di contratti postali verso le colonie francesi, i territori d'oltremare e paesi stranieri. Il governo francese, sotto il presidente Valéry Giscard d'Estaing e il primo ministro Jacques Chirac, unì progressivamente le due società tra il 1974 e il 1977 per formare la Compagnie Générale Maritime. 
Nel 1978, Jacques Saadé creò la CMA come operatore di servizi di linea, all'interno del mar Mediterraneo e nel 1996, acquisì le attività della CGM dal governo francese, formando la CMA CGM. La nuova società, acquistò nel 1998, l'Australian National Lines (ANL) e successivamente Delmas (fondata nel 1867, con sede a La Rochelle e appartenente al Gruppo Bolloré) nel settembre 2005 per 600 milioni di euro. 
Nel 2007, CMA CGM acquisì la Cheng Lie Navigation, una società taiwanese, la Comanav, una società marocchina e la US Lines, una società statunitense.

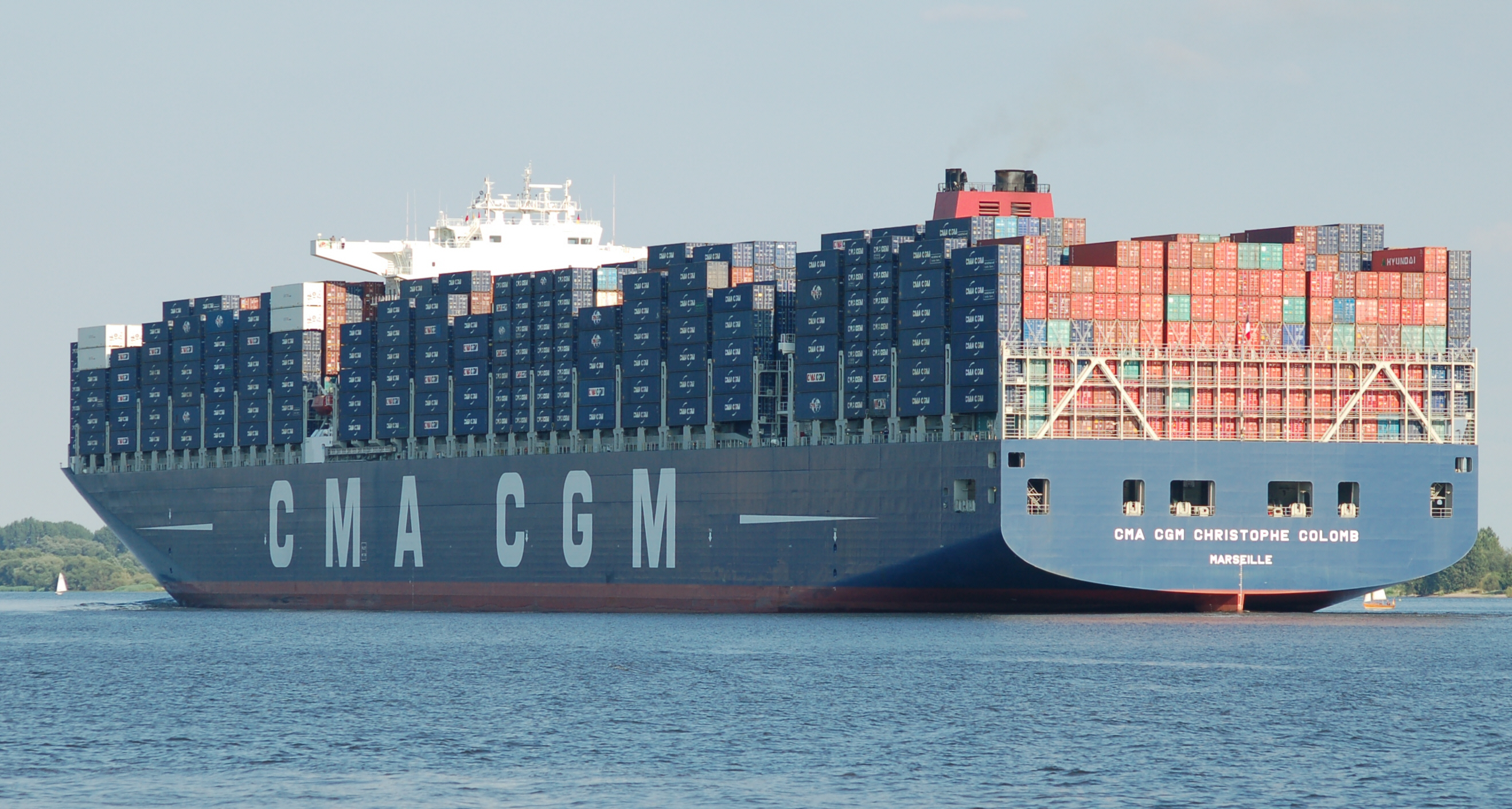
La CMA CGM Christophe Colomb.

Il 25 gennaio 2013 fu siglata una partnership strategica tra il Gruppo CMA CGM e l'operatore portuale cinese China Merchants Holdings. Questa operazione su larga scala, ha rappresentato la prima pietra di una partnership strategica per le due parti, che intendevano così operare e sviluppare terminal container in tutto il mondo e intensificare le loro relazioni commerciali, approfittando dei trend macroeconomici globali favorevoli.
Nel novembre 2015, il gruppo annunciò di essere in trattative per l'acquisizione della società di trasporti di Singapore, Neptune Orient Lines. Il 7 dicembre, CMA CGM confermò la sua acquisizione tramite un'offerta a 1.3 dollari singaporiani per azione, un'offerta sottoscritta dal suo azionista di maggioranza, il fondo sovrano di Singapore Temasek che rappresentò una valutazione di 2,4 miliardi di dollari per NOL. Dalla acquisizione dell'azienda, il gruppo risultò proprietario di una flotta con 553 navi e 29.000 dipendenti per un fatturato di 22 miliardi di dollari.
In occasione del suo 80º compleanno, Jacques Saadé annunciò il 7 febbraio 2017 la nomina del figlio Rodolphe Saadé come amministratore delegato del Gruppo CMA CGM mentre Jacques Saadé mantenne le sue funzioni di presidente del consiglio di amministrazione. Il 24 novembre 2017, Rodolphe Saadé fu nominato presidente del consiglio di amministrazione del Gruppo CMA CGM oltre alle sue funzioni di CEO del Gruppo CMA CGM.
Sempre nel 2017, la società effettuò un ordine con il gruppo cantieristico cinese China State Shipbuilding Corporation per la costruzione di nove navi portacontainer di nuova generazione, abbastanza grandi da ospitare 24 file di container ma soprattutto funzionanti a gas naturale liquefatto e non ad olio combustibile. Queste navi, la prima delle quali si chiama CMA CGM Jacques Saadé, sono entrate in servizio tra il 2020 e il 2021.
Nell'aprile 2018, CMA CGM annunciò l'acquisizione di una partecipazione del 25% in CEVA Logistics, attraverso un aumento di capitale. Un anno dopo, nel 2019, l'azienda lanciò un'offerta pubblica di acquisto per CEVA e nell'aprile dello stesso anno, CMA CGM rese noto di detenere il 97,89% della società di logistica. Attraverso questa acquisizione, il gruppo navale francese, divenne un'azienda di oltre 110.000 dipendenti, presente in 160 paesi in tutto il mondo e con un fatturato annuo di oltre 30 miliardi di dollari. Nel primo trimestre del 2020, nonostante la crisi legata all'epidemia di Covid-19, la società ha registrato un miglioramento dell'utile netto a 48 milioni di euro.
A febbraio 2021 CMA CGM Group ha ampliato la propria offerta logistica creando una nuova divisione dedicata al trasporto aereo: CMA CGM Air Cargo.

## Sussidiarie
Altre attività marittime 

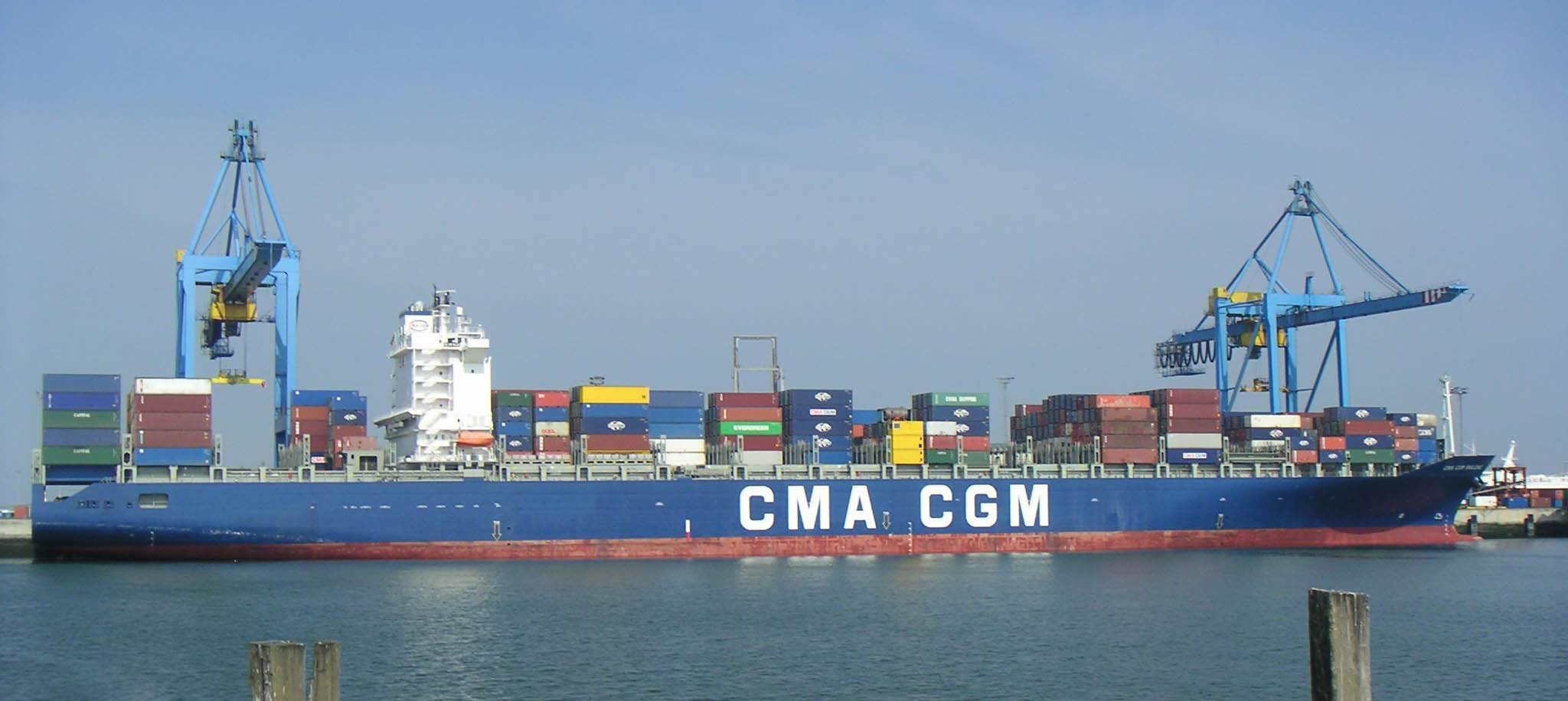
Nave portacontainer CMA CGM Balzac nel porto di Zeebrugge.

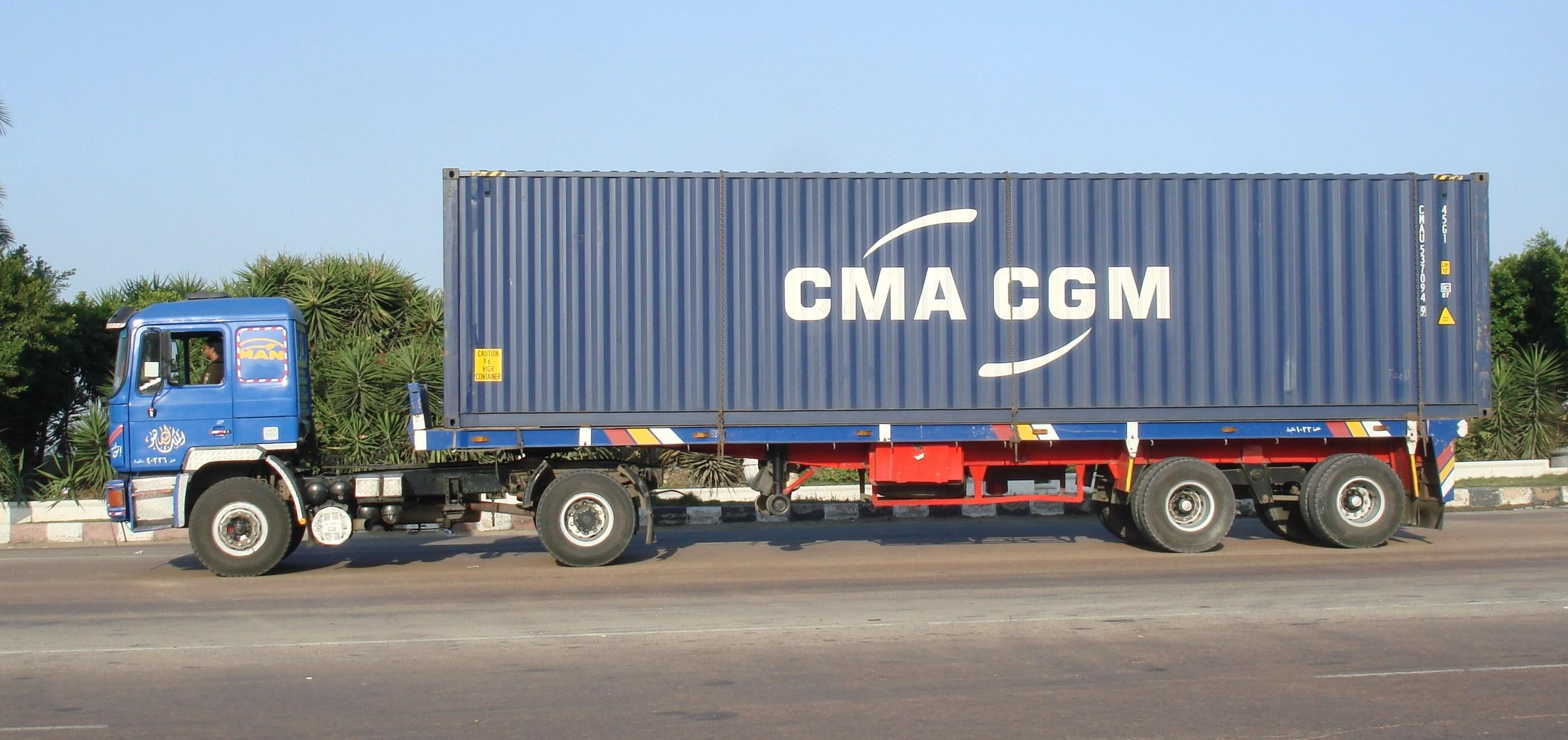
Trasporto intermodale di CMA CGM ad Alessandria, Egitto.

- Australian National Lines (operazioni in Oceania, Asia, Europa e Stati Uniti)
- Comanav (traghetti passeggeri e servizi container dal Marocco all'Europa)
- U.S. Lines (linee di container transpacifici con sede negli Stati Uniti)
- Cheng-Lie Navigation Co.Ltd (linea di container intra-asiatica con sede a Singapore)
- Containerships (Compagnia di trasporto marittimo a corto raggio)
- APL/NOL (linea di container con sede a Singapore)

Attività terminalistiche
- Terminal Link (sviluppatore e operatore di terminal per container, classificato al 12 ° posto nel mondo)
- CMA Terminals Holding

Attività intermodali e logistica
- CMA CGM Air Cargo (trasporto aereo operato da Air Belgium)
- CMA CGM Logistics
- Progeco (container: vendita, leasing e riparazione)
- Rail Link (soluzioni di trasporto ferroviario multimodale)
- River Shuttle Containers (trasporto fluviale containerizzato sull'asse Rodano - Saona)

Attività di supporto
- CMA Ships (una consociata interamente controllata che gestisce tutte le operazioni relative alla flotta)

## Flotta

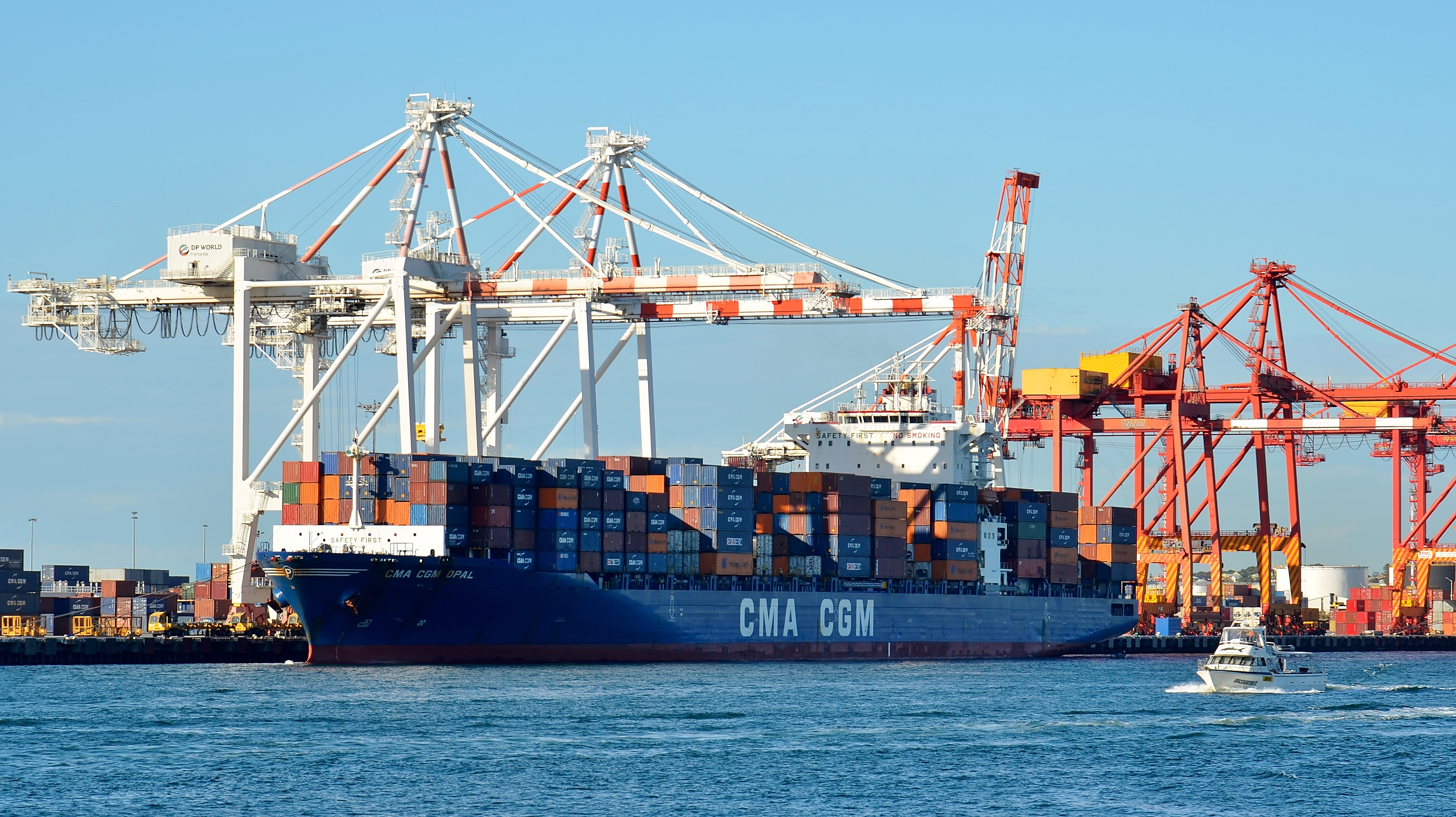
CMA CGM Opal attraccata a Fremantle, in Australia, nel novembre 2015.

La flotta del gruppo CMA CGM riusulta composta da alcune delle seguenti navi:
- CMA CGM Amerique (12 315 TEU)
- CMA CGM Andromeda (11 400 TEU)
- CMA CGM Alaska (12 917 TEU)
- CMA CGM Nevada (12 917 TEU)
- CMA CGM Christophe Colomb (13 344 TEU) battezzato il 12 luglio 2010 nel porto di Le Havre.
- CMA CGM Laperouse (13 880 TEU)
- CMA CGM Corte Real (13 880 TEU)
- CMA CGM Marco Polo (16 022 TEU) commissionato il 5 novembre 2012 dal gruppo.
- CMA CGM Jules Verne (16 022 TEU) inaugurata da François Hollande il 4 giugno 2013 e battente bandiera francese.
- CMA CGM Alexander Von Humboldt (16 022 TEU) consegnato il 16 aprile 2013.
- CMA CGM Kerguelen (17 722 TEU) inaugurato il 12 maggio 2015 a Le Havre.
- CMA CGM Georg Forster (17 722 TEU) battezzato il 6 ottobre 2015 ad Amburgo.
- CMA CGM Bougainville (17 722 TEU) inaugurato da François Hollande il 6 ottobre 2015 a Le Havre.
- CMA CGM Vasco de Gama (17 859 TEU) consegnato nel luglio 2015.
- CMA CGM Jacques Cartier (17 859 TEU) consegnato nel settembre 2015.
- CMA CGM Benjamin Franklin (17 859 TEU) consegnato nel novembre 2015.
- CMA CGM Antoine de Saint Exupery (20 600 TEU) consegnate nel gennaio 2018 e battenti bandiera francese.
- CMA CGM Jacques Saadé (23000 TEU) alimentato a gas naturale liquefatto